# Superman: The Man of Steel (videojuego de 1989)
Superman: The Man of Steel es un videojuego de 1989 con el personaje de DC Comics Superman. Fue desarrollado y publicado por la compañía de software del Reino Unido Tynesoft bajo licencia de First Star Software.

## Jugabilidad
El juego se divide en distintos niveles que incluyen secciones de vuelo en 3D, desplazamiento vertical superior y desplazamiento lateral. Las secciones eran tan diferentes que son casi como juegos diferentes. El número de secciones dependía del formato (por ejemplo, falta la parte siete en algunas versiones). Las secciones están unidas por gráficos de cómics que cuentan la historia.
El primer nivel es un nivel de vuelo de desplazamiento hacia adelante pseudo-3D (similar a Space Harrier) donde Superman, en ruta desde Metropolis a S.T.A.R. Labs, es atacado por los Para-Demons de Darkseid.
La segunda parte está ambientada en un barco donde Lois Lane está siendo rehén de terroristas. Esto toma la forma de un juego de lucha de desplazamiento lateral con Superman luchando contra los terroristas para alcanzar y liberar a Lois.
La tercera parte es una sección de desplazamiento vertical de vista aérea ambientada en el espacio donde Superman debe escoltar un Transbordador espacial, tripulado por el profesor Gorwin, a través de un  asteroide y Kryptonita, hasta el ESTRELLA Laboratorio Satélite.
La siguiente sección es otro nivel de desplazamiento lateral. Situado dentro del satélite, Superman debe luchar contra el defectuoso Sistema de Defensa Robot que ha confundido a Superman con un intruso enemigo.
La quinta parte se sitúa fuera del satélite cuando se acerca otro campo de asteroides. La jugabilidad es idéntica al nivel tres.
La sexta parte es similar a las partes tres y cinco, pero en lugar de asteroides, Superman debe volar a un satélite enemigo que está interrumpiendo las señales del S.T.A.R. Satélite de laboratorio. En el camino, debe luchar contra los Mini-Robots de Darkseid y un gran robot jefe.
La parte siete se sitúa fuera del satélite enemigo, ahora identificado como perteneciente a Lex Luthor. Superman usa una mira telescópica para identificar y atacar los puntos débiles mientras evita las defensas del satélite.
La parte final está ambientada dentro del satélite de Lex. Al igual que en la cuarta parte, Superman debe luchar contra los robots de defensa en un nivel de desplazamiento lateral. El objetivo del juego es destruir el 'geo-disruptor' que se encuentra al final del nivel.

## Historia y lanzamiento
Tynesoft había portado y publicado las plataformas Boulder Dash y Spy vs. Spy  de First Star para las plataformas Acorn en el Reino Unido y estábamos buscando otras licencias. First Star tenía los derechos de computadora de casa de Superman (que habían usado para Superman: The Game). Tynesoft desarrolló un juego completamente nuevo en tantas computadoras diferentes como fuera posible. Se lanzaron versiones para la mayoría de las plataformas informáticas domésticas de la época, incluidas Atari ST, Amiga, PC, Commodore 64, ZX Spectrum, Amstrad CPC, MSX, BBC Micro y Acorn Electron. También se creó una versión para el Apple II para el mercado estadounidense, pero no ha habido evidencia de que alguna vez se haya publicado o lanzado. El juego fue publicado por First Star en los Estados Unidos y distribuido por Capstone Software.

## Reacción crítica
Las versiones de 16 bits recibieron generalmente críticas moderadamente favorables. The One elogió la incorporación del juego del estilo de la fuente del cómic, pero encontró que el juego era frustrante, particularmente tener que jugar los subjuegos en secuencia. Dio una puntuación del 69% para la versión Amiga y del 66% para la versión Atari ST. Amiga Computing elogió de manera similar el aspecto del juego y también destacó el sonido "de primera categoría", otorgando una puntuación general del 62%.
La recepción de las versiones de 8 bits del juego fue mucho más variada. Sin dejar de elogiar la presentación y los gráficos, Zzap! 64 le dio a la versión C64 un puntaje general del 39%, quejándose de la naturaleza liviana de los subjuegos y del multi-load "tedioso". Este fue un problema particular al cargar desde cinta ya que había una carga larga entre cada nivel y para comenzar un nuevo juego, la cinta tendría que ser rebobinada a la posición correcta para el primer nivel. Crash le dio a la versión Spectrum un 35% y solo se elogió el sonido. Incluso los gráficos de esta versión fueron objeto de críticas, incluida la "figura de cerilla" que representa a Superman en la sección de desplazamiento lateral. Electron User fue mucho más positivo acerca de la versión Acorn Electron, dando una puntuación general de 8/10, pero aun así criticó la carga múltiple y la jugabilidad frustrante.